# Mohammed de Ghazni
Pour les articles homonymes, voir Mohammed.
Mohammed (محمد en persan) est sultan de l'Empire ghaznévide à deux reprises pendant quelques mois, d'abord en 1030, puis entre 1040 et 1041.

## Biographie

### Origines et premier règne
Mohammed est l'un des fils jumeaux du sultan Mahmoud de Ghazni, né juste après son frère Massoud en 998. Dès 1011, alors qu'ils n'ont que quatorze ans, Mahmoud emmène ses deux fils avec lui dans sa campagne contre le Ghoride Mohammed ben Souri (en). De tempérament plus belliqueux que son frère, Massoud est choisi comme héritier par Mahmoud, mais les relations entre les deux hommes se dégradent vers la fin de la vie de Mahmoud. Ce dernier se laisse convaincre par les fidèles de Mohammed de déshériter Massoud au profit de son frère jumeau.
À la mort de Mahmoud, en avril 1030, c'est ainsi Mohammed qui devient sultan. Son frère, qui se trouve alors dans l'ouest de l'empire, se précipite vers Ghazni à la tête de ses troupes. Massoud est également reconnu sultan par les armées du Khorassan, et les troupes stationnées à Ghazni déposent Mohammed au mois de septembre.

### Captivité et second règne
Mohammed passe les dix années qui suivent en captivité, d'abord à Mandish dans le Ghor, puis à Baihaqi ou Barghund, près de Ghazni. Certaines sources tardives affirme qu'il aurait été aveuglé, mais aucun contemporain ne mentionne ce détail. Il est tiré de sa prison en octobre 1040 et invité à la cour de Massoud, qui l'accueille en grande pompe avec ses fils Ahmed, Abd al-Rahman, Omar et Othmân.
Confronté aux progrès des Seldjoukides dans l'ouest, Massoud décide de quitter Ghazni pour s'installer en Inde en novembre 1040. Pendant la traversée de l'Indus, une partie de ses troupes se mutine et proclame Mohammed sultan dans la nuit du 20 au 21 décembre 1040. Massoud se réfugie avec ses fidèles dans la forteresse de Marigala, mais il est contraint à la reddition. Il est incarcéré à Giri (en) et exécuté un mois plus tard sur ordre d'Ahmed, le fils de Mohammed, alors que ce dernier souhaitait réserver un traitement clément à son frère.
Tandis que Mohammed hiverne en Inde, le fils aîné de Massoud, Mawdoud, marche sur Ghazni. Oncle et neveu s'affrontent au printemps (le 19 mars ou le 8 avril) à Nangrahar, près de Jalalabad. Les troupes de Mohammed sont vaincues et le sultan, fait prisonnier, est ensuite exécuté avec ses fils sur ordre de Mawdoud.